# بريوم صوفي
بريوم صوفي (الاسم العلمي:Bryum lanatum) هي نوع من النباتات يتبع جنس البريوم من الفصيلة البريوية.